# El Palmar, Calpan
El Palmar är en ort i Mexiko.   Den ligger i kommunen Calpan och delstaten Puebla, i den sydöstra delen av landet, 80 km öster om huvudstaden Mexico City. El Palmar ligger 2 329 meter över havet och antalet invånare är 266.
Terrängen runt El Palmar är platt åt nordost, men åt sydväst är den kuperad. Terrängen runt El Palmar sluttar österut. Runt El Palmar är det tätbefolkat, med 286 invånare per kvadratkilometer. Närmaste större samhälle är Cholula, 13,6 km öster om El Palmar. Trakten runt El Palmar består till största delen av jordbruksmark.